# Население на Бангладеш
Населението на Бангладеш към 2018 г. е 161 376 708 души, което поставя страната на осмо място по брой население.

## Възрастов състав
- 0-14 години:	34,6% (мъже 24 957 997/жени 23 533 894)
- 15-64 години:	61,4% (мъже 47 862 774/жени 45 917 674)
- 65 над години:	4% (мъже 2 731 578/жени 2 361 435) (2006 оценка)

## Коефициент на плодовитост
- 2000 – 2,59
- 2010 – 2,12
- 2020 – 2,04

## Етнически състав
98% от населението на страната са етнически бенгалци.

## Религия
- 90% – ислям
- 9% – индуизъм
- 1% – други религии

## Езици
Най-разпространеният език в страната е бенгалският.